# Gelis
Gelis es un género de avispas de la familia Ichneumonidae. Hay por lo menos 300 especies descritas en Gelis.
Son de distribución mundial. Muchas especies carecen de alas. Son parásitos de una gran variedad de insectos. Algunas especies son hiperparasitoides.